# Catrin Nilsmark
Catrin Maria Nilsmark, née le 30 août 1967 à Göteborg, est une joueuse de golf suédoise
Vainqueur de l'Evian Masters, elle est également la joueuse qui a apporté le point victorieux qui a donné la première victoire de l'équipe européenne en Solheim Cup en 1992, compétition dont elle a également eu l'honneur d'être deux fois désignée capitaine.

## Palmarès

### Solheim Cup
- Capitaine joueuse en 2003 et 2005
- Participation en 1992, 1994, 1996, 1998, 2000

### Ladies European Tour ( circuit européen)
- 1999 Evian Masters